# Chin na
Chin Na of Qin na is een onderdeel van de Chinese vechtkunst. Het bestaat uit het grijpen en controleren van spieren, pezen en gewrichten met als doel de tegenstander zo te neutraliseren dat er geen (blijvend) letsel ontstaat.
Chin betekent "vangen/grijpen" en Na betekent "de controle houden".

## Geschiedenis
Het is niet bekend wanneer Chin Na zijn intrede deed in de Chinese gevechtskunst. Men vermoedt dat dit wel in het begin al voorkwam, omdat grijpen naar bijvoorbeeld wapens een natuurlijke reflex in zich heeft.  Chin Na is dan ook terug te vinden in vrijwel iedere vechtsportvorm.  
Chin Na maakte een groot deel van zijn ontwikkeling door in Zuid-China. Zuid-China had in de gevechtskunst veel handtechnieken, daar paste Chin Na goed bij.

## Onderdelen uit de gevechtskunst
1. Explosieve, korte contacttechnieken (slaan, duwen, drukken, schoppen e.d).
2. Shua Jiao (Ch) (worstelen)
3. Chin Na (Ch) (de controle grijpen)

## Onderdelen van Chin Na
- Fen Jin - scheiden van spieren/pezen
- Zhua Jin - grijpen van spieren/pezen
- Dian Xue/Dim Mak - drukken van primare Qi kanalen
- Na Xue - grijpen of drukken van de lichaamsholten
- Cuo Gu/Ju Go - ontwrichten van botten
- Bi Qi - verstikking
- Dian Mai/Dim Mak - drukken van bloedvaten
- Duan Mai - sluiten of blokkeren van bloedvaten

Verder zijn Chin Na-technieken te verdelen in:
- Kleine cirkel (vingers/pols)
- Middel cirkel (elleboog)
- Grote cirkel (elleboog en schouder)